# قیفک‌داران
قیفک‌داران(نام علمی: Choanephoraceae) نام یک تیره از راسته سنجاقی‌کپک‌سانان است.